# Jeremijaš Šoštarić
Jeremijaš (Jeremija) Šoštarić ili Šošterić, Šosterić Sosterich, Sosterits (Mali Borištof, 2. prosinca, 1714. – Marianka, 28. travnja, 1770.) hrvatski (gradišćanski) je pisac, franjevac i svećenik.
Stupio je u red franjevca 16. prosinca, 1733., posvećen je 1738. godine. Djelovao je kao propovjednik i magister novica. Umro je u današnjoj Slovačkoj kod Bratislave.
1746. godine je napisao nepronađen molitvenik Duhovni vertlyacz. Bogomir Palković i Lovrenc Bogović su i pisali s naslovom molitvenik Duhovni vertlyacz (1753.).
U Šopronu je tiskani njegov molitvenik Marianszko czveche (pomagali su mu Bogović i Palković). Šoštarić, Bogović i Palković su položili tim djelima osnove gradišćanskom pismenom standardu hrvatskog jezika.